# Liste der Baudenkmale in Perleberg
In der Liste der Baudenkmale in Perleberg sind alle Baudenkmale der brandenburgischen Stadt Perleberg und ihrer Ortsteile aufgelistet. Grundlage ist die Veröffentlichung der Landesdenkmalliste mit dem Stand vom 31. Dezember 2020.

## Legende
In den Spalten befinden sich folgende Informationen:
- ID-Nr.: Die Nummer wird vom Brandenburgischen Landesamt für Denkmalpflege vergeben. Ein Link hinter der Nummer führt zum Eintrag über das Denkmal in der Denkmaldatenbank. In dieser Spalte kann sich zusätzlich das Wort Wikidata befinden, der entsprechende Link führt zu Angaben zu diesem Denkmal bei Wikidata.
- Lage: die Adresse des Denkmales und die geographischen Koordinaten. Link zu einem Kartenansichtstool, um Koordinaten zu setzen. In der Kartenansicht sind Denkmale ohne Koordinaten mit einem roten beziehungsweise orangen Marker dargestellt und können in der Karte gesetzt werden. Denkmale ohne Bild sind mit einem blauen bzw. roten Marker gekennzeichnet, Denkmale mit Bild mit einem grünen beziehungsweise orangen Marker.
- Bezeichnung: Bezeichnung in den offiziellen Listen des Brandenburgischen Landesamtes für Denkmalpflege. Ein Link hinter der Bezeichnung führt zum Wikipedia-Artikel über das Denkmal.
- Beschreibung: die Beschreibung des Denkmales
- Bild: ein Bild des Denkmales und gegebenenfalls einen Link zu weiteren Fotos des Baudenkmals im Medienarchiv Wikimedia Commons

## Allgemein
| ID-Nr.   | Lage             | Bezeichnung | Beschreibung | Bild |
| -------- | ---------------- | --- | ------------ | --- |
| 09160335 | Perleberg (Lage) | Satzung der Stadt Perleberg zum Schutz des Denkmalbereiches der Altstadt von Perleberg (Denkmalbereichssatzung) |              | Satzung der Stadt Perleberg zum Schutz des Denkmalbereiches der Altstadt von Perleberg (Denkmalbereichssatzung) |

## Baudenkmale in den Ortsteilen

### Dergenthin
| ID-Nr.            | Lage                                 | Bezeichnung                                                                                              | Beschreibung | Bild |
| ----------------- | ------------------------------------ | --- | --- | --- |
| 09161375          | Am Bahnhof 8 (Lage)                  | Wohnhaus mit Nebengebäude                                                                                | | Wohnhaus mit Nebengebäude                                                                                |
| 09160428 Wikidata | Lenzener Straße (Lage)               | Dorfkirche mit Einfriedung                                                                               | Die evangelische Kirche ist im Ursprung ein spätgotischer Bau. Im Jahre 1916 brannte die Kirche, sie wurde danach erneuert. Die Ausstattung im Inneren ist nach dem Brand entstanden und im Stil des Neubarocks gehalten. | weitere Bilder                                                                                           |
| 09160429          | Lenzener Straße 19 (Lage)            | Wohnhaus mit Wirtschaftsgebäuden                                                                         | | Wohnhaus mit Wirtschaftsgebäuden                                                                         |
| 09161998          | Lenzener Straße 30 (Lage)            | Stallscheune                                                                                             | | BW |
| 09160711          | Lenzener Straße 32 (Lage)            | Gutsanlage, bestehend aus Gutshaus, Nebengebäuden, zwei Wirtschaftsgebäuden, Einfriedung und Pflasterung | Das Gutshaus wurde um 1770 im spätbarocken Stil erbaut. Bauherr war die Familie von Wartenberg. Zum Gutshaus gehört ein Wirtschaftshof, der südlich des Gutshauses liegt. Das Gutshaus verfällt.                          | Gutsanlage, bestehend aus Gutshaus, Nebengebäuden, zwei Wirtschaftsgebäuden, Einfriedung und Pflasterung |
| 09161242          | Lenzener Straße, Schilder Weg (Lage) | Gefallenendenkmal                                                                                        | | BW |
| 09161939          | Lenzener Straße, Silger Weg (Lage)   | Spritzenhaus                                                                                             | | BW |
| 09161999          | Wiesenweg (Lage)                     | Grabdenkmal für KZ-Häftlinge                                                                             | | BW |

### Düpow
| ID-Nr.            | Lage                      | Bezeichnung                                                          | Beschreibung | Bild                                                           |
| ----------------- | ------------------------- | -------------------------------------------------------------------- | --- | -------------------------------------------------------------- |
| 09161301          | Dorfstraße (Lage)         | Spritzenhaus                                                         | | Spritzenhaus                                                   |
| 09160431 Wikidata | Dorfstraße (Lage)         | Dorfkirche                                                           | Die evangelische Kirche entstand wahrscheinlich Anfang des 14. Jahrhunderts, der Turm wurde später gebaut. Es ist ein Saalbau aus Feldsteinen. Die Fenster und die Portale wurden seitdem verändert. | weitere Bilder                                                 |
| 09160734          | Dorfstraße 13a–c (Lage)   | Gehöft, bestehend aus Wohnhaus, Scheune und Wirtschaftsgebäude       | | Gehöft, bestehend aus Wohnhaus, Scheune und Wirtschaftsgebäude |
| 09162000          | Dorfstraße 14, 14a (Lage) | Scheine                                                              | | BW                                                             |
| 09162031          | Dorfstraße 17 (Lage)      | Hofanlage, bestehend aus vier Wirtschaftsgebäuden und Hofpflasterung | | BW                                                             |
| 09161302          | Dorfstraße 20/20a (Lage)  | Wohnhaus mit Einfriedung                                             | | Wohnhaus mit Einfriedung                                       |
| 09161940          | Dorfstraße 35 (Lage)      | Hofgebäude mit Hofpflasterung                                        | | Hofgebäude mit Hofpflasterung                                  |
| 09161303          | Dorfstraße 44/44a (Lage)  | Wohnhaus mit Einfriedung                                             | | Wohnhaus mit Einfriedung                                       |
| 09161353          | Dorfstraße 54 (Lage)      | Wohnhaus mit Scheune                                                 | | BW                                                             |

### Gramzow
| ID-Nr.   | Lage                         | Bezeichnung | Beschreibung | Bild |
| -------- | ---------------------------- | --- | ------------ | ---- |
| 09161345 | Gramzower Mühle 1 (Lage)     | Mühlenanlage, bestehend aus Wohn- und Mühlengebäude, zwei Stallgebäuden mit Anbauten, Stallscheune und Pflasterung |              | BW   |
| 09162023 | Alt Gramzow, Friedhof (Lage) | Grabstätte der Gutspächterfamilie Wöhler                                                                           |              | BW   |

### Groß Buchholz
| ID-Nr.            | Lage              | Bezeichnung                  | Beschreibung | Bild                         |
| ----------------- | ----------------- | ---------------------------- | --- | ---------------------------- |
| 09160432 Wikidata | Dorfstraße (Lage) | Dorfkirche Groß Buchholz     | Die evangelische Kirche wurde 1870 erbaut. Es ist ein Saalbau aus Back- und Feldstein mit einem dreiseitigen Chor. | weitere Bilder               |
| 09161101          | L 102 (Lage)      | Wegweiser, am Abzweig Lübzow | | Wegweiser, am Abzweig Lübzow |

### Groß Linde
| ID-Nr.            | Lage                 | Bezeichnung | Beschreibung                                                                               | Bild                                     |
| ----------------- | -------------------- | --- | ------------------------------------------------------------------------------------------ | ---------------------------------------- |
| 09160433 Wikidata | Dorfstraße (Lage)    | Dorfkirche | Die evangelische Kirche wurde im Jahre 1861 erbaut. Sie ist im neugotischen Stil gehalten. | weitere Bilder                           |
| 09161102          | Dorfstraße (Lage)    | Wegweiser, vor Dorfstraße 8 |                                                                                            | Wegweiser, vor Dorfstraße 8              |
| 09161103          | Dorfstraße (Lage)    | Wegweiser, gegenüber Dorfstraße 8 |                                                                                            | Wegweiser, gegenüber Dorfstraße 8        |
| 09160953          | Dorfstraße 9 (Lage)  | Wohnhaus mit Saalanbau |                                                                                            | BW                                       |
| 09160119          | Dorfstraße 19 (Lage) | Wassermühle, bestehend aus Mühlengebäude, Wohnhaus mit Wirtschaftsgebäuden sowie dem gepflasterten Zufahrtsweg und Resten der Einfriedung |                                                                                            | weitere Bilder                           |
| 09161104          | L 102 (Lage)         | Wegweiser, am Abzweig nach Groß Buchholz                                                                                                  |                                                                                            | Wegweiser, am Abzweig nach Groß Buchholz |

### Lübzow
| ID-Nr.            | Lage                    | Bezeichnung              | Beschreibung | Bild           |
| ----------------- | ----------------------- | ------------------------ | --- | -------------- |
| 09161350          | Dorfstraße (Lage)       | Spritzenhaus, vor Nr. 59 | | BW             |
| 09160879 Wikidata | Dorfstraße 2 (Lage)     | Dorfkirche Lübzow        | Die Kirche stammt ursprünglich wohl aus der Gotik. So sind die unteren Schichten der Nordwand aus dem 14. Jahrhundert. Im 19. Jahrhundert wurde die Kirche umgebaut und der Dachturm verändert. In dieser Zeit wurde auch der dreiseitige Chor hinzugefügt. | weitere Bilder |
| 09161340          | Dorfstraße 24/26 (Lage) | Scheune                  | | Scheune        |

### Perleberg
| ID-Nr.            | Lage                                                                         | Bezeichnung | Beschreibung | Bild                                                                     |
| ----------------- | ---------------------------------------------------------------------------- | --- | --- | ------------------------------------------------------------------------ |
| 09160355          | (Lage)                                                                       | Bereich Großer Markt und Kirchplatz | | weitere Bilder                                                           |
| 09160408          | (Lage)                                                                       | Stadtmauer und Turm am Wall | | Stadtmauer und Turm am Wall                                              |
| 09160336          | Am Hohen Ende 4, 6a (Lage)                                                   | Wohnhaus (Nr. 4) und Hofgebäude (Nr. 6a) | | Wohnhaus (Nr. 4) und Hofgebäude (Nr. 6a)                                 |
| 09160337          | Am Hohen Ende 25 (Lage)                                                      | Hotel mit Torgebäude | Das Hotel ist ein zweigeschossiges Haus mit einem Mansarddach und einer Fledermausgaube. Erbaut wurde das Haus im 18. Jahrhundert. Im Jahre 2010 gab es einen Brandschaden.                                              | Hotel mit Torgebäude                                                     |
| 09160338          | Am Hohen Ende 26 (Lage)                                                      | Wohnhaus | | Wohnhaus                                                                 |
| 09160339          | Am Hohen Ende 27 (Lage)                                                      | Postamt | Das Postamt wurde von 1894 bis 1896 erbaut. Es ist ein zwei- und dreigeschossiger Klinkerbau im neugotischen Stil. Seit 2000 wird das Gebäude nicht mehr als Postamt genutzt.                                            | Postamt                                                                  |
| 09160768          | An der Buhne 1 (Lage)                                                        | Schule | | Schule                                                                   |
| 09160345          | Bäckerstraße (Lage)                                                          | Stepenitzwehr und Turbinenhaus | | Stepenitzwehr und Turbinenhaus                                           |
| 09160348          | Bäckerstraße (Lage)                                                          | Sowjetische Ehrentafel vom Mai 1945 | | Sowjetische Ehrentafel vom Mai 1945                                      |
| 09160340          | Bäckerstraße 1 (Lage)                                                        | Wohn- und Geschäftshaus | | Wohn- und Geschäftshaus                                                  |
| 09160341          | Bäckerstraße 2 (Lage)                                                        | Wohn- und Geschäftshaus | | Wohn- und Geschäftshaus                                                  |
| 09161327          | Bäckerstraße 6 (Lage)                                                        | Wohnhaus mit Geschäft | | Wohnhaus mit Geschäft                                                    |
| 09160342          | Bäckerstraße 10 (Lage)                                                       | Wohn- und Geschäftshaus | | Wohn- und Geschäftshaus                                                  |
| 09160343          | Bäckerstraße 11 (Lage)                                                       | Wohnhaus | | Wohnhaus                                                                 |
| 09160344          | Bäckerstraße 12 (Lage)                                                       | Wohnhaus | | Wohnhaus                                                                 |
| 09160123          | Bäckerstraße 18 (Lage)                                                       | Hotel „Deutscher Kaiser“ mit Inventar | Das Haus wurde im 18. Jahrhundert erbaut. Ende des 19. Jahrhunderts wurde das Hotel erweitert. | Hotel „Deutscher Kaiser“ mit Inventar                                    |
| 09160733          | Bäckerstraße 20 (Lage)                                                       | Verwaltungsgebäude der Generaldirektion der Perleberger Viehversicherung | | Verwaltungsgebäude der Generaldirektion der Perleberger Viehversicherung |
| 09160346          | Bäckerstraße 27 (Lage)                                                       | Wohnhaus | | Wohnhaus                                                                 |
| 09160347          | Bäckerstraße 28 (Lage)                                                       | Wohnhaus | | Wohnhaus                                                                 |
| 09161304          | Bäckerstraße 30 (Lage)                                                       | Wohnhaus | | Wohnhaus                                                                 |
| 09161305          | Bäckerstraße 34 (Lage)                                                       | Wohn- und Geschäftshaus mit zwei Seitengebäuden und Wasserpumpe | | Wohn- und Geschäftshaus mit zwei Seitengebäuden und Wasserpumpe          |
| 09160864          | Bäckerstraße 37 (Lage)                                                       | Wohnhaus | | Wohnhaus                                                                 |
| 09161979          | Bäckerstraße 39 a (Lage)                                                     | Haustreppe | | BW                                                                       |
| 09160871          | Bahnhofsplatz, Lenzener Straße 31, 31a (Lage)                                | Bahnhof Perleberg, bestehend aus Bahnhofsempfangsgebäude, Stellwerksanbau (B 1), Güterabfertigung, Pflasterung, Wärterstellwerk (W 1) und Bahnwasserturm | | weitere Bilder                                                           |
| 09160792          | Beguinenwiese 10 (Lage)                                                      | Schule | | weitere Bilder                                                           |
| 09160350          | Berliner Straße (Lage)                                                       | Denkmal für Friedrich Ludwig Jahn, auf dem Sportplatz | | Denkmal für Friedrich Ludwig Jahn, auf dem Sportplatz                    |
| 09160730          | Berliner Straße 9 (Lage)                                                     | Wohnhaus mit Hofgebäude | | Wohnhaus mit Hofgebäude                                                  |
| 09161377          | Berliner Straße 10 (Lage)                                                    | Wohnhaus mit Nebengebäude | | Wohnhaus mit Nebengebäude                                                |
| 09160124          | Berliner Straße 11 (Lage)                                                    | Villa | | Villa                                                                    |
| 09161365          | Berliner Straße 12/13 (Lage)                                                 | Wohnhaus | | Wohnhaus                                                                 |
| 09161360          | Berliner Straße 16 (Lage)                                                    | Wohnhaus mit Hofpflasterung | | Wohnhaus mit Hofpflasterung                                              |
| 09160351          | Berliner Straße 22 (Lage)                                                    | Wasserturm | Der Turm wurde im Jugendstil 1906/07 errichtet. Seit 2003 wird der Turm unter dem Namen Hörturm als Hörspielkino, Puppentheater und Aufführungsstätte für Kleinkunst genutzt.                                            | weitere Bilder                                                           |
| 09161981          | Berliner Straße 26 (Lage)                                                    | Villa mit Einfriedung | | Villa mit Einfriedung                                                    |
| 09161995          | Berliner Straße 48 (Lage)                                                    | Villa mit Einfriedung | | BW                                                                       |
| 09160829          | Eichhölzer Weg 6 (Lage)                                                      | Fliegerhorst Perleberg, bestehend aus vier Hallen, Flugleit- und Feuerwehrgebäude | | BW                                                                       |
| 09160715          | Feldstraße 27 (Lage)                                                         | Wasserwerk, bestehend aus Maschinenhaus und Wohnhaus | | Wasserwerk, bestehend aus Maschinenhaus und Wohnhaus                     |
| 09160353          | Friedrich-Engels-Platz (Lage)                                                | Mahnmal für die Opfer beider Weltkriege | | Mahnmal für die Opfer beider Weltkriege                                  |
| 09160352          | Ernst-Thälmann-Straße / Feldstraße (Lage)                                    | Gedenkstein für Ernst Thälmann | | Gedenkstein für Ernst Thälmann                                           |
| 09160354          | Grahlplatz (Lage)                                                            | Sowjetischer Ehrenfriedhof | | Sowjetischer Ehrenfriedhof                                               |
| 09160357          | Großer Markt (Lage)                                                          | Rathaus | | weitere Bilder                                                           |
| 09160356          | Großer Markt (Lage)                                                          | Rolandfigur | Rechts im Bild das Stiftungshaus Großer Markt 15, errichtet 1551 | weitere Bilder                                                           |
| 09160716          | Großer Markt 1 (Lage)                                                        | Wohn- und Geschäftshaus | | Wohn- und Geschäftshaus                                                  |
| 09161282          | Großer Markt 2 (Lage)                                                        | Keller | | BW                                                                       |
| 09160358          | Großer Markt 4 (Lage)                                                        | Wohnhaus | | weitere Bilder                                                           |
| 09161289          | Großer Markt 5 (Lage)                                                        | Wohn- und Geschäftshaus mit Seitengebäude | | Wohn- und Geschäftshaus mit Seitengebäude                                |
| 09161309          | Großer Markt 10 (Lage)                                                       | Wohn- und Geschäftshaus mit Saalbau | | Wohn- und Geschäftshaus mit Saalbau                                      |
| 09161290          | Großer Markt 11a (Lage)                                                      | Keller | | BW                                                                       |
| 09160359          | Großer Markt 13 (Lage)                                                       | Wohnhaus | | Wohnhaus                                                                 |
| 09160682 Wikidata | Großer Markt 15 (Lage)                                                       | Wohnhaus mit Seitenflügel | | weitere Bilder                                                           |
| 09160360          | Großer Markt 16 (Lage)                                                       | Wohnhaus (ehemalige Apotheke) | | weitere Bilder                                                           |
| 09160392          | Hagenstraße (Lage)                                                           | Der Hagen, an der ostnordöstlichen Stadtseite | | Der Hagen, an der ostnordöstlichen Stadtseite                            |
| 09161957          | Hamburger Straße 5 (Lage)                                                    | Wirtschaftsgebäude | | Wirtschaftsgebäude                                                       |
| 09161366          | Hamburger Straße 22 (Lage)                                                   | Wohnhaus mit Gartenlaube und Wirtschaftsgebäude | | BW                                                                       |
| 09160805          | Hamburger Straße 42 (Lage)                                                   | Empfangsgebäude des Bahnhofs Perleberg-Nord | | weitere Bilder                                                           |
| 09161341          | Hamburger Straße 45 (Lage)                                                   | Mietwohnhaus | | BW                                                                       |
| 09160854          | Hamburger Straße 58 (Lage)                                                   | Wohnhaus | | Wohnhaus                                                                 |
| 09162024          | Hamburger Straße 69 (Lage)                                                   | Wohn- und Geschäftshaus mit Seitenflügel | | Wohn- und Geschäftshaus mit Seitenflügel                                 |
| 09160362          | Heilige-Geist-Straße 1, Karl-Marx-Straße 14 (Lage)                           | Wohn- und Geschäftshaus | | Wohn- und Geschäftshaus                                                  |
| 09160363          | Heilige-Geist-Straße 3 (Lage)                                                | Wohnhaus | | Wohnhaus                                                                 |
| 09160364          | Heilige-Geist-Straße 6 (Lage)                                                | Wohnhaus | | Wohnhaus                                                                 |
| 09160365          | Heilige-Geist-Straße 7 (Lage)                                                | Wohnhaus | | Wohnhaus                                                                 |
| 09161284          | Karl-Marx-Straße 1 (Lage)                                                    | Telegrafenamt | | Telegrafenamt                                                            |
| 09161361          | Karl-Marx-Straße 6 (Lage)                                                    | Wohnhaus mit Gartenlaube | | Wohnhaus mit Gartenlaube                                                 |
| 09160367          | Karl-Marx-Straße 8 (Lage)                                                    | Wohnhaus | | Wohnhaus                                                                 |
| 09160832          | Karlstraße 1 (Lage)                                                          | Gutshaus des Stadtguts, bestehend aus Hauptgebäude und Seitenflügel | | Gutshaus des Stadtguts, bestehend aus Hauptgebäude und Seitenflügel      |
| 09160368          | Kirchplatz (Lage)                                                            | Pfarrkirche St. Jacobi | | weitere Bilder                                                           |
| 09160369          | Kirchplatz 1 (Lage)                                                          | Wohnhaus | | Wohnhaus                                                                 |
| 09160370          | Kirchplatz 3 (Lage)                                                          | Wohnhaus | | Wohnhaus                                                                 |
| 09161283          | Kirchplatz 4 (Lage)                                                          | Keller | | BW                                                                       |
| 09161285          | Kirchplatz 5 (Lage)                                                          | Pfarrhaus mit Nebengebäude | | Pfarrhaus mit Nebengebäude                                               |
| 09161287          | Kirchplatz 6 (Lage)                                                          | Pfarrhaus (heute Superintendentur) mit Gartenlaube | | Pfarrhaus (heute Superintendentur) mit Gartenlaube                       |
| 09160371          | Kirchplatz 7 (Lage)                                                          | Wohnhaus | | Wohnhaus                                                                 |
| 09160372          | Kirchplatz 9 (Lage)                                                          | Wohnhaus | | Wohnhaus                                                                 |
| 09160373          | Kirchplatz 10 (Lage)                                                         | Wohnhaus | | Wohnhaus                                                                 |
| 09160374          | Kirchplatz 11 (Lage)                                                         | Wohnhaus | | Wohnhaus                                                                 |
| 09160375          | Kirchplatz 12 (Lage)                                                         | Wohnhaus | | Wohnhaus                                                                 |
| 09160376          | Koloniestraße 4 (Lage)                                                       | Ehemaliges Offizierskasino | | Ehemaliges Offizierskasino                                               |
| 09160377          | Koloniestraße 62 (Lage)                                                      | Wohnhaus | | Wohnhaus                                                                 |
| 09160378          | Krämerstraße 1 (Lage)                                                        | Wohnhaus | | Wohnhaus                                                                 |
| 09161980          | Krämerstraße 7 (Lage)                                                        | Wohn- und Geschäftshaus | | BW                                                                       |
| 09161311          | Krumme Straße 4, Uferstraße 20 (Lage)                                        | Zwei Wohnhäuser mit zwei Hofgebäuden | | Zwei Wohnhäuser mit zwei Hofgebäuden                                     |
| 09160379          | Kurmärker Straße / Karl-Liebknecht-Straße / Rudolf-Breitscheid-Straße (Lage) | Stadtkaserne Perleberg, bestehend aus Garnisonslazarett, Villa, „Selbiger‘s Pferdestall“ mit Erweiterung, „Selbiger‘s Kasernement“, Stabsgebäude, Kammergebäude, Abteilungskaserne, zwei Wirtschaftsgebäuden, Geschützschuppen I, Krankenstall, Familienwohnhaus, Einfache Batteriekaserne, Doppelte Batteriekaserne und Batterie-Pferdestall (Doppelbatteriestall) sowie Einfriedungen, Steinpflasterungen und Gehölzbestand | | weitere Bilder                                                           |
| 09160382          | Lenzener Straße (Lage)                                                       | Richthalle des Reichsbahn-Ausbesserungswerks (RAW) Wittenberge | | Richthalle des Reichsbahn-Ausbesserungswerks (RAW) Wittenberge           |
| 09160380          | Lenzener Straße 1-2 (Lage)                                                   | Wohnhaus | | Wohnhaus                                                                 |
| 09160381          | Lenzener Straße 3 (Lage)                                                     | Wohnhaus | | Wohnhaus                                                                 |
| 09161983          | Lenzener Straße 6, Bahnhofsplatz 11 (Lage)                                   | Mietwohnhaus | | Mietwohnhaus                                                             |
| 09160383          | Lindenstraße 4-6 (Lage)                                                      | Dampfmaschine | Am Standort der Dampfmaschine wurde ein Laden erbaut. Die Dampfmaschine wurde eingelagert. Der angegebene Standort ist der des ursprünglichen Standortes.                                                                | Dampfmaschine                                                            |
| 09160923          | Lindenstraße 7 (Lage)                                                        | Villa mit Einfriedung | | Villa mit Einfriedung                                                    |
| 09160884          | Lindenstraße 8 (Lage)                                                        | Villa und Remise | | Villa und Remise                                                         |
| 09160712          | Lindenstraße 11 (Lage)                                                       | Villa | | Villa                                                                    |
| 09160385          | Lindenstraße 12 (Lage)                                                       | Amtsgericht mit ehemaligem Gefängnis und Einfriedung | | weitere Bilder                                                           |
| 09160386          | Marienplatz (Lage)                                                           | Denkmal der Vereinigung der Verfolgten des Naziregimes (VVN) | | Denkmal der Vereinigung der Verfolgten des Naziregimes (VVN)             |
| 09160901          | Marienplatz 1 (Lage)                                                         | Wohnhaus mit Remise und Einfahrt | | Wohnhaus mit Remise und Einfahrt                                         |
| 09161342          | Marienstraße 4 (Lage)                                                        | Wohnhaus | | Wohnhaus                                                                 |
| 09160728          | Marienstraße 13 (Lage)                                                       | Mietwohnhaus | | Mietwohnhaus                                                             |
| 09160697          | Max-Viereck-Straße 14 (Lage)                                                 | Villa mit Gästehaus und Bootshaus sowie Resten der Einfriedung | | Villa mit Gästehaus und Bootshaus sowie Resten der Einfriedung           |
| 09160387          | Max-Viereck-Straße 17 (Lage)                                                 | Wohnhaus | | Wohnhaus                                                                 |
| 09160388          | Mönchort 7 (Lage)                                                            | Museum | | Museum                                                                   |
| 09160414          | Mönchort 7 (Lage)                                                            | Ladeneinrichtung (aus dem Haus Wittenberger Straße 2), im Museum | | Ladeneinrichtung (aus dem Haus Wittenberger Straße 2), im Museum         |
| 09161215          | Mühlenstraße 7 (Lage)                                                        | Wohn- und Geschäftshaus | | Wohn- und Geschäftshaus                                                  |
| 09161975          | Mühlenstraße 8 (Lage)                                                        | Wohn- und Geschäftshaus (Kaufhaus Theune) | | BW                                                                       |
| 09160390          | Mühlenstraße 12 (Lage)                                                       | Wohnhaus | | Wohnhaus                                                                 |
| 09160895          | Mühlenstraße 18 (Lage)                                                       | Wohnhaus | 2017/2018 umfassend saniert | Wohnhaus                                                                 |
| 09160896          | Mühlenstraße 19 (Lage)                                                       | Wohnhaus und Nebengebäude | | Wohnhaus und Nebengebäude                                                |
| 09160391          | Neue Mühle (Lage)                                                            | Stepenitzwehr und Brücke | | Stepenitzwehr und Brücke                                                 |
| 09160393          | Parchimer Straße 2 (Lage)                                                    | Wohnhaus | | Wohnhaus                                                                 |
| 09161986          | Parchimer Straße 5 (Lage)                                                    | Wohnhaus mit Nebengebäude | | Wohnhaus mit Nebengebäude                                                |
| 09160789          | Parchimer Straße 6 (Lage)                                                    | Speichergebäude | | Speichergebäude                                                          |
| 09160394          | Parchimer Straße 8/8a (Lage)                                                 | Wohnhaus mit zwei Seitenflügeln und zwei Wirtschaftsgebäuden | | Wohnhaus mit zwei Seitenflügeln und zwei Wirtschaftsgebäuden             |
| 09160847          | Parchimer Straße 11 (Lage)                                                   | Wohnhaus mit Hofgebäude | Das Hofgebäude „Alte Schmiede“ mit der heutigen Anschrift Parchimer Straße 11a, im Auftrag von Schlossermeister Ferdinand Köhler 1855 oder kurz darauf errichtet, war brandenburgisches Denkmal des Monats im Juni 2016. | Wohnhaus mit Hofgebäude                                                  |
| 09160396          | Parchimer Straße 13 (Lage)                                                   | Wohnhaus | | Wohnhaus                                                                 |
| 09161328          | Parchimer Straße 20 (Lage)                                                   | Wohnhaus | | Wohnhaus                                                                 |
| 09160397          | Poststraße 1 (Lage)                                                          | Verkaufsraum der ehemaligen Fleischerei Kniß | | Verkaufsraum der ehemaligen Fleischerei Kniß                             |
| 09160398          | Poststraße 7 (Lage)                                                          | Wohn- und Geschäftshaus | | Wohn- und Geschäftshaus                                                  |
| 09160101          | Pritzwalker Straße 7 (Lage)                                                  | Scheune | | Scheune                                                                  |
| 09160786          | Puschkinstraße 1 (Lage)                                                      | Wohnhaus mit Wirtschaftsgebäude und Einfriedung | | Wohnhaus mit Wirtschaftsgebäude und Einfriedung                          |
| 09161984          | Puschkinstraße 12 (Lage)                                                     | Wohnhaus | | BW                                                                       |
| 09160399          | Puschkinstraße 13 (Lage)                                                     | Schule mit Nebengebäude und Einfriedung | | Schule mit Nebengebäude und Einfriedung                                  |
| 09160692          | Puschkinstraße 13 (Lage)                                                     | Reste des St.-Annen-Klosters | Die Mauerreste des Klosters befinden sich auf dem Schulhof. | BW                                                                       |
| 09160400          | Puschkinstraße 14 (Lage)                                                     | Wallgebäude | | Wallgebäude                                                              |
| 09160893          | Puschkinstraße 16 (Lage)                                                     | Wohnhaus mit Seitenflügel | | Wohnhaus mit Seitenflügel                                                |
| 09161961          | Reetzer Straße 78 (Lage)                                                     | Wohnhaus | | Wohnhaus                                                                 |
| 09160401          | Schuhmarkt 1 (Lage)                                                          | Wohnhaus | | Wohnhaus                                                                 |
| 09161976          | Schuhmarkt 2 (Lage)                                                          | Wohnhaus | | Wohnhaus                                                                 |
| 09160402          | Schuhmarkt 3 (Lage)                                                          | Wohnhaus | | Wohnhaus                                                                 |
| 09161988          | Schuhmarkt 5 (Lage)                                                          | Wohn- und Geschäftshaus mit zwei Wirtschaftsgebäuden | | Wohn- und Geschäftshaus mit zwei Wirtschaftsgebäuden                     |
| 09160403          | Schuhstraße 20 (Lage)                                                        | Wohnhaus | | Wohnhaus                                                                 |
| 09160005          | Schuhstraße 22 (Lage)                                                        | Wohnhaus | | Wohnhaus                                                                 |
| 09160405          | Schuhstraße 23 (Lage)                                                        | Wohnhaus | | Wohnhaus                                                                 |
| 09160406          | Sophienstraße (Lage)                                                         | Jüdischer Friedhof | | weitere Bilder                                                           |
| 09161934          | Sophienstraße (Lage)                                                         | Friedhofsmauer | | BW                                                                       |
| 09161977          | St.-Nikolai-Kirchstraße 2 (Lage)                                             | Wohnhaus | | BW                                                                       |
| 09160407          | St.-Nikolai-Kirchstraße 3 (Lage)                                             | Wohnhaus | | Wohnhaus                                                                 |
| 09161351          | St.-Nikolai-Kirchplatz 13 (Lage)                                             | Wohnhaus | | Wohnhaus                                                                 |
| 09161974          | St.-Nikolai-Kirchplatz 20 (Lage)                                             | Wohnhaus | | BW                                                                       |
| 09161978          | Uferstraße 3 (Lage)                                                          | Wohnhaus | | BW                                                                       |
| 09161291          | Wilsnacker Chaussee (Lage)                                                   | Friedhofskapelle, auf dem Waldfriedhof | | BW                                                                       |
| 09160802          | Wilsnacker Chaussee ()                                                       | Grabstätte Caemmerer, auf dem Friedhof | | Grabstätte Caemmerer, auf dem Friedhof                                   |
| 09160801          | Wilsnacker Chaussee ()                                                       | Grabstätte Edelmann, auf dem Friedhof | | Grabstätte Edelmann, auf dem Friedhof                                    |
| 09161371          | Wilsnacker Chaussee ()                                                       | Grabmal der Familie Kerckhoff, auf dem Waldfriedhof | | ein Bild hochladen                                                       |
| 09161372          | Wilsnacker Chaussee (Lage)                                                   | Grabmal der Familie Kunst, auf dem Waldfriedhof | | BW                                                                       |
| 09161373          | Wilsnacker Chaussee (Lage)                                                   | Grabmal der Familie Lohaus, auf dem Waldfriedhof | | BW                                                                       |
| 09161381          | Wilsnacker Chaussee (Lage)                                                   | Grabmal der Familie Mertiny, auf dem Waldfriedhof | | BW                                                                       |
| 09161038          | Wilsnacker Chaussee ()                                                       | Grabstätte Nawatzki, auf dem Waldfriedhof | | Grabstätte Nawatzki, auf dem Waldfriedhof                                |
| 09160411          | Wilsnacker Chaussee ()                                                       | Grabstätte Rahde vom Mai 1945, auf dem Friedhof | | Grabstätte Rahde vom Mai 1945, auf dem Friedhof                          |
| 09161374          | Wilsnacker Chaussee ()                                                       | Grabstätte der Familie Viereck, auf dem Waldfriedhof | | ein Bild hochladen                                                       |
| 09160804          | Wilsnacker Straße 12 (Lage)                                                  | Schule mit Turnhalle und Einfriedung | | Schule mit Turnhalle und Einfriedung                                     |
| 09160412          | Wilsnacker Straße 31/31a (Lage)                                              | Wohnhaus mit Speicher, Einfriedung und seitlichem Wohnhaus | | Wohnhaus mit Speicher, Einfriedung und seitlichem Wohnhaus               |
| 09161379          | Wilsnacker Straße 101 (Lage)                                                 | Christliches Gemeinschaftshaus | | BW                                                                       |
| 09160409          | Wittenberger Straße (Lage)                                                   | Goethe- und Stadtpark | | Goethe- und Stadtpark                                                    |
| 09160413          | Wittenberger Straße (Lage)                                                   | Stepenitzwehr | | Stepenitzwehr                                                            |
| 09161379          | Wittenberger Straße 4 (Lage)                                                 | Wohnhaus | | Wohnhaus                                                                 |
| 09160731          | Wittenberger Straße 11 (Lage)                                                | Wohnhaus | | Wohnhaus                                                                 |
| 09160713          | Wittenberger Straße 15 (Lage)                                                | Mietvilla mit Einfriedung | | Mietvilla mit Einfriedung                                                |
| 09161991          | Wittenberger Straße 35 (Lage)                                                | Hotel „Prinz Heinrich“, heute Geschäftshaus, mit Nebengebäude | | weitere Bilder                                                           |
| 09160855          | Wittenberger Straße 48 (Lage)                                                | Villa mit Einfriedung, zwei Nebengebäuden, Garten, Gartenlaube | | Villa mit Einfriedung, zwei Nebengebäuden, Garten, Gartenlaube           |
| 09161982          | Wittenberger Straße 80 (Lage)                                                | Katholische Kirche St. Marien (Mariä Unbefleckte Empfängnis) | | Katholische Kirche St. Marien (Mariä Unbefleckte Empfängnis)             |
| 09161343          | Wittenberger Straße 90 (Lage)                                                | Wohn- und Geschäftshaus mit Nebengebäude und Hofpflasterung | | Wohn- und Geschäftshaus mit Nebengebäude und Hofpflasterung              |
| 09160726          | Wittenberger Straße 91/92 (Lage)                                             | Logenhaus | | Logenhaus                                                                |
| 09160417          | Wittenberger Straße 95-96 (Lage)                                             | Zwei Wohnhäuser mit „Stadtcafé“ und Nebengebäuden | | Zwei Wohnhäuser mit „Stadtcafé“ und Nebengebäuden                        |
| 09160418          | Wittenberger Straße 98 (Lage)                                                | Wohnhaus mit Geschäft | | Wohnhaus mit Geschäft                                                    |
| 09161329          | Wollweberstraße 4 (Lage)                                                     | Wohnhaus mit Hofgebäude | | Wohnhaus mit Hofgebäude                                                  |
| 09161996          | Wollweberstraße 5 (Lage)                                                     | Dachwerk des Wohnhauses | | BW                                                                       |
| 09160924          | Wollweberstraße 6 (Lage)                                                     | Wohnhaus | | Wohnhaus                                                                 |
| 09160823          | Wollweberstraße 7 (Lage)                                                     | Wohnhaus | | Wohnhaus                                                                 |
| 09160825          | Wollweberstraße 8 (Lage)                                                     | Wohnhaus mit drei Wirtschaftsgebäuden und Hofpflasterung | | Wohnhaus mit drei Wirtschaftsgebäuden und Hofpflasterung                 |
| 09160419          | Wollweberstraße 10 (Lage)                                                    | Kino | | Kino                                                                     |
| 09160420          | Wollweberstraße 11 (Lage)                                                    | Wohnhaus | | Wohnhaus                                                                 |
| 09160421          | Wollweberstraße 12 (Lage)                                                    | Wohnhaus | | Wohnhaus                                                                 |
| 09160422          | Wollweberstraße 13 (Lage)                                                    | Wohnhaus | | Wohnhaus                                                                 |
| 09160423          | Wollweberstraße 14 (Lage)                                                    | Wohnhaus | Das Haus ist nicht bewohnt und in einem schlechten Zustand. | Wohnhaus                                                                 |
| 09160424          | Wollweberstraße 15 (Lage)                                                    | Wohnhaus | | Wohnhaus                                                                 |
| 09160425          | Wollweberstraße 16 (Lage)                                                    | Wohnhaus | | Wohnhaus                                                                 |
| 09160426          | Wollweberstraße 27 (Lage)                                                    | Wohnhaus | | Wohnhaus                                                                 |
| 09160003          | Wollweberstraße 33 (Lage)                                                    | Wohnhaus | | Wohnhaus                                                                 |

### Quitzow
| ID-Nr.   | Lage                 | Bezeichnung        | Beschreibung | Bild           |
| -------- | -------------------- | ------------------ | --- | -------------- |
| 09160434 | B 5 (Lage)           | Meilenstein        | Der Meilenstein steht an der B 5. | Meilenstein    |
| 09160435 | Dorfstraße (Lage)    | Dorfkirche Quitzow | Die evangelische Kirche ist ein gotischer Bau wahrscheinlich um 1300. Der Turm wurde um 1500 hinzugefügt. Im Inneren ein Blockaltar aus dem Mittelalter. | weitere Bilder |
| 09161935 | Dorfstraße 15 (Lage) | Scheune            | | BW             |
| 09161936 | Dorfstraße 16 (Lage) | Wohnhaus           | | BW             |

### Rosenhagen
| ID-Nr.            | Lage                 | Bezeichnung                                                                              | Beschreibung | Bild                                                                                     |
| ----------------- | -------------------- | ---------------------------------------------------------------------------------------- | ------------ | ---------------------------------------------------------------------------------------- |
| 09160436 Wikidata | Dorfstraße (Lage)    | Dorfkirche                                                                               |              | weitere Bilder                                                                           |
| 09160953          | Dorfstraße 9 (Lage)  | Pfarrhaus und Wirtschaftsgebäude                                                         |              | Pfarrhaus und Wirtschaftsgebäude                                                         |
| 09162036          | Dorfstraße 18 (Lage) | Gehöft, bestehend aus Wohnhaus, drei Wirtschaftsgebäuden und Einfriedung                 |              | BW                                                                                       |
| 09160905          | Dorfstraße 19 (Lage) | Gehöft, bestehend aus Wohnhaus, Wirtschaftsgebäude, Scheune, Schuppen und Hofpflasterung |              | Gehöft, bestehend aus Wohnhaus, Wirtschaftsgebäude, Scheune, Schuppen und Hofpflasterung |
| 09162041          | Dorfstraße 24 (Lage) | Gasthof, bestehend aus Gasthaus, Saalbau und Wirtschaftsgebäude                          |              | BW                                                                                       |

### Schönfeld
| ID-Nr.            | Lage                 | Bezeichnung                                                                                 | Beschreibung | Bild           |
| ----------------- | -------------------- | ------------------------------------------------------------------------------------------- | ------------ | -------------- |
| 09160437 Wikidata | Dorfstraße (Lage)    | Dorfkirche                                                                                  |              | weitere Bilder |
| 09162027          | Dorfstraße 3 (Lage)  | Gehöft, bestehend aus Wohnhaus, Stallscheune, Stall, Einfriedung und Hofpflasterung         |              | BW             |
| 09161945          | Dorfstraße 20 (Lage) | Gehöft, bestehend aus Wohn- und Gasthaus, drei Stallgebäuden, zwei Scheunen und Einfriedung |              | BW             |
| 09161952          | Dorfstraße 21 (Lage) | Gehöft, bestehend aus Wohnhaus, Stallscheune, Scheune, Einfriedung und Hofpflasterung       |              | BW             |

### Spiegelhagen
| ID-Nr.            | Lage                 | Bezeichnung             | Beschreibung | Bild           |
| ----------------- | -------------------- | ----------------------- | ------------ | -------------- |
| 09160438 Wikidata | Dorfstraße (Lage)    | Dorfkirche              |              | weitere Bilder |
| 09162045          | Dorfstraße 11 (Lage) | Zwei Wirtschaftsgebäude |              | BW             |

### Sükow
| ID-Nr.            | Lage                         | Bezeichnung                    | Beschreibung | Bild                           |
| ----------------- | ---------------------------- | ------------------------------ | --- | ------------------------------ |
| 09160439 Wikidata | Perleberger Straße (Lage)    | Dorfkirche                     | Die evangelische Kirche wurde wahrscheinlich Anfang des 14. Jahrhunderts erbaut. Im Westen der Kirche befindet sich ein Turm, der Ostgiebel zeigt sieben Fialpfeiler. Im Inneren ein Kanzelaltar aus dem Jahr 1726. Die Gestühlswangen werden mit dem Jahr 1562 datiert. Weiter befindet sich eine Schnitzfigur eines Bischofs um das Jahr 1400 in der Kirche. | weitere Bilder                 |
| 09160440          | Perleberger Straße 14 (Lage) | Bauernhaus                     | | Bauernhaus                     |
| 09160441          | Perleberger Straße 16 (Lage) | Dorfkrug mit Anbau und Saalbau | | Dorfkrug mit Anbau und Saalbau |
| 09161352          | Perleberger Straße 49 (Lage) | Schmiede                       | | BW                             |

### Wüsten-Buchholz
| ID-Nr.   | Lage                 | Bezeichnung                                                                       | Beschreibung | Bild                                                                              |
| -------- | -------------------- | --------------------------------------------------------------------------------- | --- | --------------------------------------------------------------------------------- |
| 09160811 | Schloßplatz 5 (Lage) | Gutsanlage, bestehend aus Gutshaus, Stall, Scheune, Werkstatt, Stall und Gutspark | Das ehemalige Herrenhaus der Gutsanlage wurde in der ersten Hälfte des 19. Jahrhunderts erbaut. Es ist ein zweigeschossiger Bau mit einem Walmdach. die drei mittleren von elf Achsen bilden ein Risalit mit einem Dreiecksgiebel. Rechts ist ein eingeschossiges Haus angebaut. Die Wirtschaftsgebäude des Hofes wurden um 1900 erbaut. | Gutsanlage, bestehend aus Gutshaus, Stall, Scheune, Werkstatt, Stall und Gutspark |

## Ehemalige Baudenkmale
| ID-Nr. | Lage                                | Bezeichnung                                                                                      | Beschreibung                                         | Bild |
| ------ | ----------------------------------- | ------------------------------------------------------------------------------------------------ | ---------------------------------------------------- | --- |
|        | Dergenthin Lenzener Straße (Lage)   | Mahnmal für die Opfer des Zweiten Weltkriegs                                                     | Das Mahnmal wurde aus der Denkmalliste entfernt.     | Mahnmal für die Opfer des Zweiten Weltkriegs |
|        | Perleberg Feldstraße 98 a (Lage)    | Gedenkstätte für Hans Beimler (heute im DDR-Geschichtsmuseum im Dokumentationszentrum Perleberg) | Ehemaliger Standort Beguinenwiese                    | Gedenkstätte für Hans Beimler (heute im DDR-Geschichtsmuseum im Dokumentationszentrum Perleberg)                                                                      |
|        | Perleberg Parchimer Straße 9 (Lage) | Wohnhaus                                                                                         |                                                      | Wohnhaus |
|        | Perleberg Karl-Liebknecht-Straße () | Ehrenhain für Egon Schultz                                                                       | Der Ehrenhain wurde aus der Denkmalliste entfernt.   | ein Bild hochladen |
|        | Perleberg Lindenstraße 10 (Lage)    | Gedenkstein für Hans Beimler                                                                     | Der Gedenkstein wurde aus der Denkmalliste entfernt. | [[Vorlage:Bilderwunsch/code!/C:53.078793,11.858973!/D:Perleberg Lindenstraße 10, Gedenkstein für Hans Beimler!/\|BW]]                                                 |
|        | Perleberg Mönchort 7 (Lage)         | Gedenktafel für die Gründung der SED (vom Haus Wittenberger Straße 67), im Museum                | Die Gedenktafel wurde aus der Denkmalliste entfernt. | [[Vorlage:Bilderwunsch/code!/C:53.076225,11.860719!/D:Perleberg Mönchort 7, Gedenktafel für die Gründung der SED (vom Haus Wittenberger Straße 67), im Museum!/\|BW]] |